# Краутхайм (Ягст)
Краутхайм (нем. Krautheim) — город в Германии, в земле Баден-Вюртемберг. 
Подчинён административному округу Штутгарт. Входит в состав района Хоэнлоэ. Подчиняется управлению Краутхайм. Население составляет 4717 человек (на 31 декабря 2010 года). Занимает площадь 52,91 км². Официальный код  —  08 1 26 045.
Город подразделяется на 9 городских районов.